# شکوفه کامل
شکوفه کامل (انگلیسی: Full Bloom) چهارمین آلبوم استودیویی و در کل هشتمین آلبوم از گروه دخترانه اهل کره جنوبی، کارا است. این آلبوم در ۲ سپتامبر ۲۰۱۳ با تک‌آهنگ آغازین «Damaged Lady» منتشر شد. ترانهٔ «فراری» از این آلبوم، دو هفته زودتر در ۲۱ اوت منتشر شد. این آخرین آلبوم گروه با حضور اعضای گروه نیکول جونگ و کانگ جی یونگ است که در سال ۲۰۱۴ گروه را ترک کردند و بعداً در سال ۲۰۲۲ دوباره به گروه پیوستند.